# Charles Martin
Charles Martin (Saint Louis, 24 aprile 1986) è un pugile statunitense.
Soprannominato "Prince", è stato detentore del titolo mondiale IBF dei pesi massimi nel 2016.

## Carriera

### Carriera dilettantistica
Charles Martin inizia la sua carriera pugilistica nel 2008, a 22 anni, e disputa un totale di 63 incontri come dilettante. Nel 2012 vince i campionati nazionali della Police Athletic League o PAL.

### Carriera professionale
Martin compie il suo debutto da professionista il 27 ottobre 2012, sconfiggendo il connazionale Vashawn Tomlin per KO alla prima ripresa.